# Sonnenkringel (Bechstein)
Sonnenkringel ist ein Märchen (AaTh 960). Es steht in Ludwig Bechsteins Neues deutsches Märchenbuch an Stelle 5 und beruht wohl auf Die klare Sonne bringt’s an den Tag in Grimms Kinder- und Hausmärchen, Nr. 115.

## Inhalt
Ein Wanderer hat kein Geld mehr und erschlägt im Wald einen, wie er meint reichen Juden, der nur acht Heller hat. Der Jude sagt voraus, die klare Sonne werde es an den Tag bringen. Der Mann heiratet und beruhigt sich schließlich, die Sonne könne das kaum. Einmal spiegelt sie sich in seinem Kaffee und wirft Sonnenkringel an die Wand. Da verrät er sich versehentlich vor seiner Frau, die es ausplaudert. Er wird geköpft, die Frau erhängt sich.

## Herkunft
Der Text beruht offenbar auf Grimms Die klare Sonne bringt’s an den Tag, wie Bechstein auch angibt. Zu „Wehe geschrien!“ vgl. Der Jude im Dorn und schon Musäus’ Richilde. Vgl. Bechsteins Gott Überall und Das Rebhuhn, zum bösen Wanderer auch Schneider Hänschen und die wissenden Tiere. Der Kaffee zeigt wohl, dass der Mann es zu Wohlstand brachte, eine typische Ausschmückung Bechsteins. 	
Vgl. Die Sonne wird Dich verrathen, Nr. 13 in Ernst Heinrich Meiers Deutsche Volksmärchen aus Schwaben, 1852.